# Oscar Van Durme

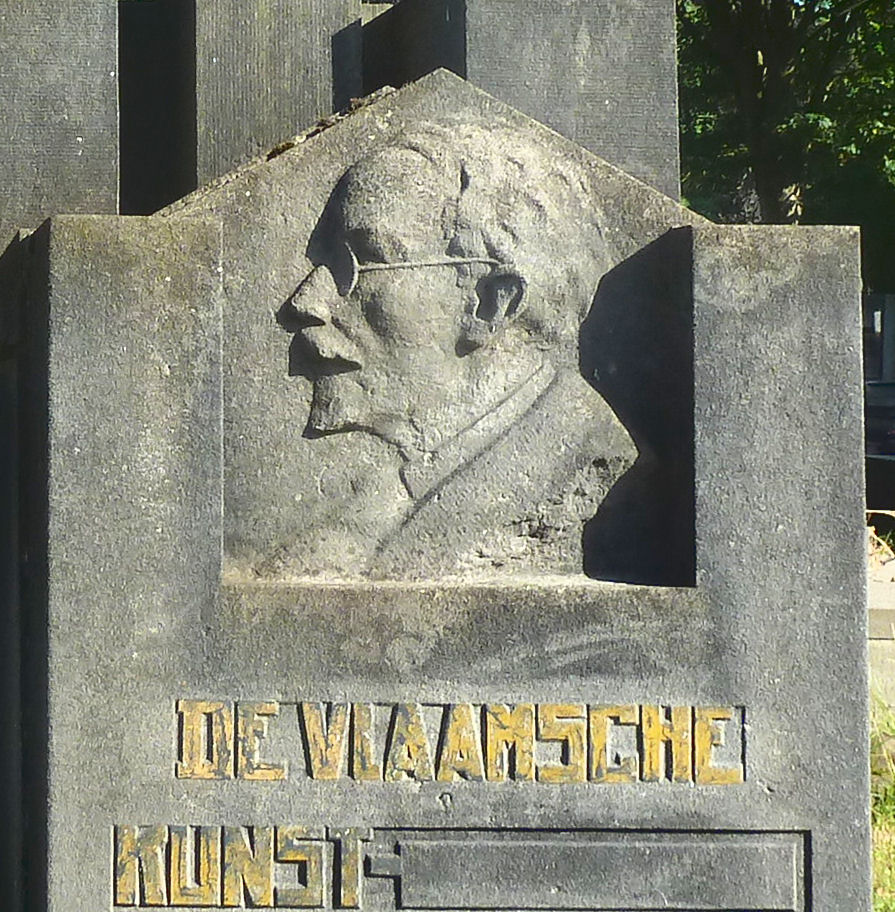
Grafzerk uitgevoerd door Robert Van de Velde, Tereken.

Oscar Van Durme (Eksaarde, 6 juni 1867 - Sint-Niklaas, 9 september 1925) was een Belgisch componist en organist.

## Levensloop
Van Durme behoorde tot de uitgebreide muzikale familie Van Durme, als een van de zoons van Ferdinand Van Durme. Hij studeerde in 1884 af aan de Bisschoppelijke Normaalschool in Sint-Niklaas. Daarna volgde hij lessen orgel, piano, harmonie, contrapunt en fuga in het Lemmensinstituut bij Edgar Tinel, van wie hij een stevige techniek meekreeg. Hij ging eveneens in de leer bij Peter Benoit en Lodewijk Mortelmans. Nadat hij in 1885 zijn studies beëindigde, vestigde hij zich als organist, leraar en koorleider.
In Beauraing bij Namen, waar hij in 1887 leraar werd in de rijksmiddelbare school, stichtte hij een school voor kerkmuziek. In 1891 keerde hij naar het Waasland terug en werd, tot in 1919, organist van de Onze-Lieve-Vrouwekerk in Temse. Hij werd ook koorleider van de zang- en toneelmaatschappij Temsche's Zoonen.
Van 1919 tot aan zijn dood in 1925 was hij leraar muziek aan de Bisschoppelijke Normaalschool in Sint-Niklaas. Hij was ook organist van de Sint-Jozefkerk in Sint-Niklaas. In 1922 werd hij mederedacteur van Muziekwarande.
Van Durme is bijgezet op het kerhof van Tereken, Sint-Niklaas.

## De componist
Van Durme werd aangemoedigd tot componeren, toen hij in Parijs een prijs won. Zijn werk is hoofdzakelijk religieuze muziek. Zijn orgelalbums kenden internationaal succes. 
Hij schreef missen, motetten, cantates, zangspelen en liederen.
Van Durme wordt ondergebracht bij de klassiek gerichte romantici, met werk dat geapprecieerd wordt vanwege de harmonische bouw en verfijnde melodische ontwikkeling.
Zijn te vermelden:
- Elf meerstemmige Missen.
- Tacamburo, cantate, 1891.
- Improvisatie.
- Avondzang.
- Vlaamse dans.
- Pièce symphonique.
- Adoration.
- Toccata op het het Ita Missa Est.
- O Esca viatorum, cantate, 1913.
- Magnificat cantate voor koor en orkest, 1921.
- Missa Jubilae  voor gemengd koor en orgel.
- Nieuwjaarsliedje, zangspel.
- Colombus, zangspel.
- Caïn en Abel, zangspel.
- Wonderorgel, opera (Staatsprijs, 1898).
- Liederen op teksten van Eugeen van Oyen, F. Van Duysse, L. Lambrechts, C. De Cock en R. Goethals.